# Academia de Estudios Albanológicos
La Academia de Estudios Albanológicos (en albanés: Akademia e Studimeve Albanologjike, ASA;  asa en forma estilizada) es la principal institución de albanología en Albania.

## Historia
La Academia de Estudios Albanológicos comenzó como parte de la reconstrucción y modernización del sistema académico y universitario albanés. La decisión fue adoptada por el Gobierno de Albania en agosto de 2007. Se derivó de la unión de las cuatro instituciones existentes: Instituto de Arqueología, Instituto de Lingüística y Literatura, Instituto de Historia e Instituto de Antropología Cultural y Estudios de Arte, con dos unidades de investigación: Estudios de Arte y Enciclopedia Albanesa que solía pertenecer a la Academia de Ciencias de Albania.
El centro fue reorganizado el 10 de marzo de 2008 como instituto de investigación científica y recibió el estatus de órgano interuniversitario. Heredó el personal de especialistas y un rico archivo de una gran importancia. Junto con la investigación en los campos de la historia, la arqueología, la antropología cultural, el estudio del arte, la lingüística, la literatura, etc., parte de su trabajo se centra en la investigación, evaluación, conservación y promoción del patrimonio material y espiritual de la cultura albanesa, tanto en el pasado como en el presente. Es uno de los principales institutos de albanología en general. También ofrece cursos y estudios de maestría y doctorado en todos los campos que cubre el instituto.

## Institutos

### Instituto de Arqueología
El trabajo científico sobre la arqueología en albanés comenzó después de la Segunda Guerra Mundial, cuando todas las entidades culturales e históricas valiosas fueron puestas bajo protección estatal. La primera institución de esta naturaleza fue el Museo Arqueológico-Etnográfico (en albanés: Muzeu Arkeologjik-Etnografik), establecido en Tirana en 1948. Con la creación del Instituto de Historia y Lingüística en 1955, también se creó una Sección de Arqueología. Se encargó de la investigación y los estudios arqueológicos en todo el país. En 1976, la sección se transformó en el Centro de Investigación Arqueológica (en albanés: Qendra e Kërkimeve Arkeologjike), como parte de la Academia de Ciencias, con tres sectores científicos: prehistoria, antigüedad iliria y Edad Media. Se establecieron ocho grupos científicos en varias localidades del país. En 1992, el centro obtuvo el estatus de "instituto" y se convirtió en el Instituto de Arqueología.
Sus principales actividades consisten en excavaciones y estudios arqueológicos en todo el territorio albanés, y la dirección científica y metódica del museo arqueológico que tiene bajo su jurisdicción, en Tirana, Durrës, Apolonia, Butrinto y Korçë. Estructuralmente, el instituto contiene los siguientes departamentos: Departamento de Prehistoria, Departamento de Antigüedad y Departamento de Antigüedad Tardía y Edad Media.
Directores:
- Selim Islami 1955-1966
- Muzafer Korkuti 1967-1976
- Aleksandra Mano 1976-1982
- Muzafer Korkuti 1982-1990
- Neritan Ceka 1990-1993
- Namik Bodinaku 1993-1997
- Muzafer Korkuti 1997-

Periódicos:
- Revista Iliria (Iliria), OCLC 2661500.
- Sección separada en otras publicaciones periódicas:
  - Revista Studime Historike del Instituto de Historia.
  - Revista Studia Albanica de la Academia de Ciencias de Albania, ISSN 0585-5047.
  - Monumentet (Los monumentos) del Instituto Albanés de Monumentos, OCLC 3460148.
  - Otras publicaciones especiales de conferencias, congresos, conventos, etc.

### Instituto de Lingüística y Literatura
El origen del instituto se remonta al Instituto de Estudios Albaneses de abril de 1940. En 1946, el Instituto de Investigación Científica (en albanés: Instituti i Kërkimeve Shkencore) se hizo cargo, y fue renombrado en 1948 como Instituto de Ciencias (en albanés: Instituti i Shkencave). A medida que su actividad se extendió, se dividió en 1955 como el Instituto de Historia y Lingüística. En 1972, la sección de historia y lingüística-literatura se dividió, creando cada una su propio instituto como parte de la Academia de Ciencias.
El objetivo principal de su trabajo de investigación científica es la lengua y la literatura albanesas. En el campo de la lingüística, el instituto se centra en el estudio de los dialectos albaneses, su estado actual y su transgresión histórica, la compilación de gramáticas científicas, diccionarios de terminología técnica, el estudio de la lengua albanesa estándar, las normas lingüísticas y la cultura relacionada con el idioma. En el campo de la literatura, se centra en el estudio del desarrollo histórico de la literatura albanesa, bibliografías sobre la vida y obra de sus destacados protagonistas, compilación de obras histórico-literarias generalizadoras y publicaciones científico-críticas sobre los clásicos de la tradición literaria albanesa.
El archivo conservaba manuscritos sobre los textos albaneses antiguos, materiales documentales y monografías sobre obras lingüísticas e histórico-literarias, publicadas o no. La biblioteca conservó más de 50.000 volúmenes y un gran número de números de publicaciones periódicas. El archivo contiene 3 millones de archivos léxicos.
Directores:
- Androkli Kostallari 1972-1990
- Jorgo Bulo 1990-1993
- Bahri Beci 1993-1997
- Jorgo Bulo 1997-

Periódicos:
- Studime Filologjike (Estudios Filológicos), trimestral, ISSN 0563-5780
- Gjuha Jonë (Nuestra Lengua), trimestral, ISSN 1728-4813

### Instituto de Historia
El instituto comenzó como un instituto de investigación científica en 1972. Los primeros intentos de establecer un instituto de este tipo habían comenzado en abril de 1940. Después de la Segunda Guerra Mundial, en 1946 se creó el Instituto de Estudios Albaneses (en albanés: Instituti i Studimeve Shqiptare), que comprendía las secciones de historia y sociología. En el camino se añadieron otros departamentos: arqueología, historia antigua, historia medieval, historia reciente, arte medieval, etnografía y otras secciones lingüístico-literarias que se incluyeron en el Instituto de Historia y Lingüística (en albanés: Instituti i Historisë e i Gjuhësisë) en 1955. Con el establecimiento de la Universidad de Tirana (UT) en 1957, el instituto se colocó bajo el paraguas de UT. Con la creación de la Academia de Ciencias en 1972, las secciones relacionadas con la historia se separaron y formaron el Instituto de Historia. Durante los años 70 la sección de etnografía y arqueología se separó de ella y se convirtió en institutos paralelos independientes.
El enfoque principal del instituto es lo siguiente:
- Estudiar la historia del pueblo albanés dentro y fuera del territorio de Albania, desde la antigüedad hasta nuestros días.
- Elaboración y edición de fondos documentales, artículos y monografías.
- Organización de actividades científicas como simposios, mesas redondas, talleres y conferencias para presentar la historia de los acontecimientos políticos, socioeconómicos, culturales y diplomáticos de Albania en una perspectiva balcánica, europea y más amplia.
- Dictado en diversas universidades de Albania, reconocimientos de tesis de diploma y doctorado.

Sus principales actividades se dedican también a la estructura departamental, basada en épocas:
- Historia del pueblo albanés en la época medieval.
- Albanés bajo el Imperio Otomano (siglos XVI-XVIII).
- Despertar Nacional Albanés.
- Estado albanés independiente (1913-1939).
- Historia de la Guerra de Liberación Nacional (Segunda Guerra Mundial).
- Albania durante el régimen comunista (1944-1990).
- Historia de la Albania étnica y la diáspora.

El instituto contiene un enorme archivo de documentos y monografías, la mayoría de ellos proporcionados por archivos extranjeros de todo el mundo. Su biblioteca contiene 70.000 ejemplares de libros y revistas sobre estudios albanesológicos, la segunda en Albania después de la Biblioteca Nacional.
Directores:
- Stefanaq Pollo 1972-1989
- Selami Pulaha 1989-1990
- Kristaq Prifti 1990-1993
- Kasem Bicoku 1993-1997
- Ana Lalaj 1997-2005
- Marenglen Verli 2005-

Periódicos:
- Buletini i Shkencave (Boletín de Ciencias), antes de ser reestructurada en 1957 como:
  - Buletini i Universitetit të Tiranës [Seria e Shkencave Shoqërore] (Boletín de la Universidad de Tirana [Serie de Ciencias Sociales]), antes de ser reestructurada en 1964 como:
    - Revista Studime Historike (Estudios Históricos), actualmente trimestral, ISSN 0563-5799.[7]
- Revista Kosovo (Kosovo).

### Instituto de Antropología Cultural y Estudios de Arte
El instituto comenzó en 1979 como un proyecto de fusión entre el Instituto de Folklore y la sección de Etnografía del Instituto de Historia. Estaba bajo el paraguas de la Academia de Ciencias y recibió el nombre de Instituto de Cultura Folclórica (en albanés: Instituti i Kulturës Popullore). El Instituto de Folklore propiamente dicho se inició en 1961, sobre la base de la Sección de Folklore del antiguo "Instituto de Estudios" (en albanés: Instituti i Studimeve) de 1947. La Sección de Etnografía también se creó en 1947. En 2008, se añadió una estructura especial centrada en los estudios de arte, dando lugar al actual "Instituto de Antropología Cultural y Estudios de Arte".
Su actividad abarca la investigación sobre el terreno, la recopilación, el registro de diferentes géneros de etnofolklore, el archivo y el archivo, los estudios, la publicación de publicaciones periódicas y currículos científicos, la publicación de monografías y colecciones de materiales, la publicación ilustrativa y, en particular, la publicación de la serie "Patrimonio cultural albanés".
Al principio, su trabajo se centró en la recopilación de las piezas culturales materiales albanesas en el terreno. Construyó una colección de canciones, danzas, instrumentos musicales, prosa y poesía, etc. Como resultado, se crearon los primeros seis archivos: el archivo de objetos y cultura material, el archivo de etnografía escrita, la fototeca, el archivo de bocetos, el archivo de música y el archivo de folklore escrito. El archivo de los objetos y la cultura material conserva alrededor de 33.000 objetos que representan diversos aspectos de la vida como la agricultura, la ganadería, la artesanía, el arte folclórico, los vestidos tradicionales, los adornos, las herramientas de trabajo, etc. El archivo de etnografía escrita conserva el material anotado por los investigadores durante las expediciones, los materiales y notas proporcionados por los colaboradores extranjeros, traducciones de los materiales originales de los antiguos viajeros e investigaciones durante su expedición en Albania, etc. La fototeca conserva más de 22.000 negativos fotográficos y dispositivos en diferentes soportes que representan trajes tradicionales desde principios del siglo XX, fragmentos de trabajos, ceremonias diversas, actividades folclóricas, etc. El archivo de bocetos conserva más de 3500 bocetos y planimetrías de entornos y construcciones domésticas tradicionales. El archivo musical conserva más de 35.000 canciones, melodías, danzas y ceremonias, mientras que el archivo de folclore escrito conserva más de 1,5 millones de versos y alrededor de 200.000 páginas de prosa folclórica.
Otro campo de su actividad es la organización de actividades folclóricas, el establecimiento de museos etnográficos y exposiciones etnográficas. Un número considerable de exhibiciones han sido revisadas en Grecia, Rumania, Hungría, Italia, Francia, Austria, países nórdicos, países de la antigua Unión Soviética, China, etc.
Directores:
- Zihni Sako 1961-1979
- Alfred Uçi 1979-1988
- Ali Xhiku 1988-1993
- Beniamin Kruta 1993-1995
- Agron Xhagolli 1995-1999
- Afërdita Onuzi 1999-

Periódicos:
- Etnografia Shqiptare (Etnografía albanesa), iniciada en 1962. ISSN 0425-466X. Publica investigaciones y estudios. 18 volúmenes publicados hasta el momento.
- Kultura Popullore (Cultura Folclórica), semestral, comenzó en 1980. ISSN 0257-6082.
- Çështje të folklorit shqiptar (Temas del folclore albanés), colecciones, iniciadas en 1982. Cubre temas problemáticos, estudios y enfoques sobre la prosa folclórica, la poesía, la música, la danza, los instrumentos, etc. OCLC 15404050.

## Senado Académico
El Senado Académico a partir de 2015:
- Ardian Marashi
- Beqir Meta
- Miaser Dibra
- Välter Memishaj
- Shpresa Gjongecaj
- Adem Bunguri
- Ferid Hudhri
- Shaban Sinani
- Marenglen Verli
- Arben Skënderi
- Raimond Perolla
- Sali Kodrija